# アイボール鉛筆
アイボール鉛筆株式会社（アイボールえんぴつ、英文社名：EYE BALL PENCIL CO., LTD.）は、東京都荒川区にある日本の文房具・鉛筆製造メーカー。

## 概要
1947年8月に創業し、1957年1月9日に設立した、鉛筆を専門とする会社。なお、鉛筆は自社工場にて製造していて、種類の多さは世界でもトップクラスに位置してる。1955年には、輸出貢献企業として通産省から、初めて証明される。以降、他国への輸出も行っている。また、鉛筆での社名の刻印が「EYE BALL」の他、「JANOME」や「BEGOODY」と表記されている製品もある。

## 主な製品

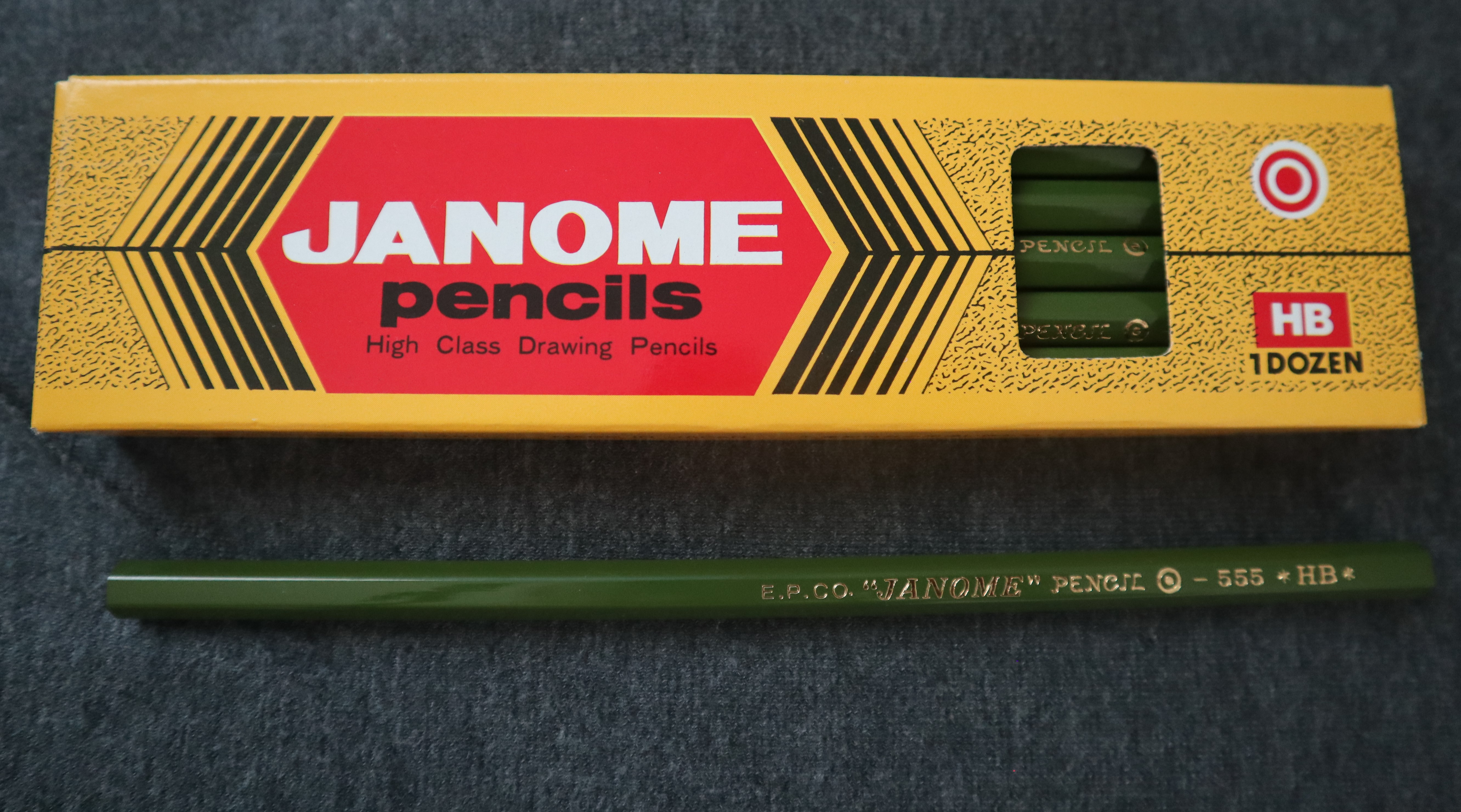
ジャノメ鉛筆

### 主な鉛筆・色鉛筆
- HI-CLASS（ハイクラス）- 事務筆記用高級鉛筆。
  - Hi-new（ハイニュー）- 事務筆記用高級鉛筆。※生産終了。
  - NEW-Pencil（ニューP）- 事務筆記用高級鉛筆。※生産終了。

- JANOME（ジャノメ）- 事務筆記用鉛筆。ロングセラーブランド。
  - no.555 - 緑軸の事務筆記用鉛筆。1980年代に製造開始。
  - no.888 - 一般筆記用鉛筆。
  - no.777 - 消しゴム付き鉛筆。
  - かきかたえんぴつ
- GOLDEN SWORD（ゴールデンソード）[5]- 事務筆記用鉛筆。ロングセラーブランド。
- COLOR STAFF（カラースタッフ）- 色鉛筆

### ファンシー鉛筆
- NO SMOKING PENCIL（たばこ鉛筆）
- わりばし鉛筆
- ダイナマイト鉛筆
- おみくじ鉛筆
- 消しゴム鉛筆

他、数多くのファンシー鉛筆を製造・販売している

### シャープペンシル
- クリメカ - 愛地球博でも販売された。(株)シスカのOEMで、芯はトンボ鉛筆製で2ミリである[6]。

### その他
- ボールペンや筆箱などの文具に加えて、OEM生産などしている。